# Lista de manias
Esta é uma lista que reúne as diversas manias, ou seja, os diversos quadros sintomáticos, identificados pela Psiquiatria, que constituem quadros de alteração psíquica do humor, da atividade, raciocínio, sono, etc.

## A
- Ablutomania - Obsessão por lavar as mãos e tomar banho[1]
- Abulomania - indecisão patológica
- Acribomania - Mania por precisão, organização e exatidão[2]
- Acromania - Mania de permanecer em lugares altos
- Afrodisiomania - interesse sexual anormal[3]
- Agromania - Intenso desejo de estar em espaços abertos.
- Alcoolomania - Obsessão por bebidas alcoólicas.
- Alcoomania - Mania de ingestão de bebidas alcoólicas.
- Algomania - Mania de sentir ou fazer sentir dor
- Amenomania - Distúrbio caracterizado por grande alegria
- Andromania - Obsessão por homens
- Anglomania - mania ou obsessão com a Inglaterra e o inglês
- Antomania - Obsessão com flores. O mesmo que Floromania
- Aritmomania - Mania de contar números e ansiedade em relação a eles
- Arnomania - Obsessão pelo fitness, manter o corpo saudável
- Arrumania - Mania de Arrumar as coisas.

## B
- Bibliocleptomania - Mania de roubar livros
- Bibliomania - Mania de comprar e acumular livros
- Bruxomania - Mania de ranger os dentes, o mesmo que Bricomania
- Bricomania - idem bruxomania
- Basorexia - Desejo incontrolável de beijar alguém.
- Botorexia - Desejo incontrolável de mexer nos botões da camisa.

## C
- Cacodemomania - Mania em achar-se possuido por demônios
- Cacodemonomania - O mesmo que cacodemomania
- Cacofatomania - Mania de identificar sons desagradáveis produzidos por sequências de palavras inexistentes
- Calomania - Mania em fantasiar ser possuidor de extraordinária beleza pessoal
- Catapedamania - obsessão com saltar de lugares altos
- Clastomania - Mania em destruir os objetos
- Claustromania - Mania a fechar-se em espaço confinado, oposto de Claustrofobia
- Cleptomania - Mania em furtar sem necessidade
- Clinomania - Mania em permanecer deitado mesmo que Clopemania
- Cocainomania - Vício de usar cocaína
- Conscidisticlavus - Mania de cortar unhas
- Copromania - obsessão com fezes
- Coreomania - Mania de dançar. Mesmo que Coromania
- Criptomania - Mania de esconder-se.

## D
- Dacnomania - Mania em morder-se ou morder as outras pessoas
- Demonomania - Mania de achar-se possuido por um demônio
- Dermatilomania - Mania compulsiva por fazer lesões na própria pele
- Dinomania - mania de dança
- Dipsomania - Impulso periódico à ingestão de grandes quantidades de bebidas alcoólicas.
- Discomania - obsessão pela música de discoteca
- Doromania - Mania em dar presentes
- Doxomania - Paixão em adquirir glória
- Drapetomania - Mania em andar sem destino
- Dromomania - Mania em andar

## E
- Ecomania - Mania em natureza; de nascência.
- Ecdemomania - compulsão anormal por vaguear
- Edeomania - Desejo sexual patológico
- Egomania - Mania de preocupar-se apenas consigo mesmo.
- Eleuteromania - Mania por liberdade
- Eluromania - Mania por gatos
- Empleomania - mania de cargos públicos
- Enomania - Mania por vinhos
- Enosimania - Perturbação mental caracterizada por grande terror
- Enteomania - Mania em que o paciente se crê inspirado por Deus
- Epitetomania - Abuso ou mania dos epítetos
- Epiteliofagomania - Desejo incontrolável de roer, cortar ou mesmo morder e ingerir os pedaços de pele provenientes do ato.
- Epomania - mania de escrever épicos
- Ergasiomania - Desejo patológico de trabalhar permanentemente.
- Ergomania -  desejo excessivo de trabalho
- Eritromania - Enrubescimento intenso e incontrolável
- Erotografomania - Desejo patológico de escrever cartas de amor
- Erotomania - Mania amorosa, delírio produzido pelo amor sensual
- Estesiomania - Perturbação mental em que ocorre perversão dos sentidos
- Eteromania - O uso do éter como estimulante; eterismo
- Etnomania - devoção obsessiva pelo próprio povo
- Eulogomania - mania obsessiva de elogios

## F
- Fagomania - Vontade insaciável de ingerir alimento; obsessão por comida
- Farmacomania - Mania de tomar medicamentos, ou de indicá-los a outros
- Filopatridomania - Desejo incontrolável de regressar à terra natal
- Flagelomania - entusiasmo anormal para flagelação
- Florimania - mania de flores
- Floromania - Mania ou paixão pelas flores (antomania)
- Fitomania - Mania de achar que seus pertences foram roubados

## G
- Gamomania - Desejo intenso de se casar
- Ginecomania - Obsessão sexual anormal por mulheres
- Grafomania - Obsessão pela escrita ou por escrever

## H
- Habromania - Distúrbio mental caracterizado por grande alegria e jovialidade; felicidade
- Hidromania - Compulsão por mergulhar, podendo cometer suicídio por afogamento
- Hieromania - Obsessão por religião, fervor patológico, pode incluir delírios.
- Hidromania - desejo irracional por água
- hilomania - tendência excessiva em direção ao materialismo
- Hipomania - Euforia passageira, característica do transtorno bipolar onde a depressão prevalece
- Histeromania - O mesmo que ninfomania, em grego histero é útero.
- Hoplomania - mania em ter armas de fogo

## I
- Iconomania - obsessão com ícones ou retratos
- Idolomania - obsessão ou devoção a ídolos
- Infomania - excessiva devoção a acumular informações

## L
- Lalomania - mania de oratória - loquacidade doentia
- Leteomania - Anseio mórbido de drogas narcóticas
- Letomania - Ideia fixa de morte, de suicídio
- Licomania - Paciente acredita ser um lobo ou outro animal selvagem
- Lipemania - extrema tristeza e melancolia; solidão
- Logomania - Amor excessivo às letras ou ao estudo. Falar sem parar (Verborragia)
- Lixaomania - Mania de lixar objetos ou unhas.
- Louçamania- Mania de lavar louça

## M
- Macromania - Mania de coisas grandes
- Maieusomania - Loucura que vem, às vezes, após o parto
- Mananomania - Obsessão pela mão de outra pessoa. Seja para cheirar, morder ou apertar
- Megalomania - Mania de grandeza, poder, etc.
- Melomania - Gosto excessivo por música
- Mesmeromania - Obsessão com hipnoses
- Metiomania - Beber bebidas que embriagam
- Metomania - ânsia mórbida por álcool
- Metromania - Desejos sexuais exagerados da mulher
- Mimetomania - Mania de imitar outros
- Mitomania - Mania de mentir
- Monomania - Obsessão patológica por ideia, pessoa, objeto
- Musomania - obsessão com música

## N
- Narcomania - Mania do uso abusivo de hipnóticos
- Ninfomania - Mania desenfreada por sexo e fantasias sexuais
- Noctiomania - Mania desenfreada que uma pessoa tem por divertir-se à noite
- Nosomania - Mania que um indivíduo tem em achar-se acometido de doenças imaginárias, similar à hipocondria
- Nostomania - Mania em retornar para casa
- Nudomania - Mania em ficar nu

## O
- Onemania - Obsessão impulsiva para fazer compras[4][5]
- Oneomania - Consumidor ou devedor compulsivo.[6][7]
- Onicofagia - Mania de roer unhas.[8][9]
- Oniomania - Compulsão por comprar[10]
- Onomatomania - Mania de fazer barulhos
- Opiomania - Vício em opioides
- Opsonomania - Apetite insaciável em relação a certas iguarias
- Ornitomania - Obsessão por aves
- Odaxelagnia - Vontade de morder carinhosamente as pessoas

## P
- Patomania - Preocupação obsessiva com doença.
- Peniomania - Psicose em que um indivíduo imagina que está reduzido à pobreza
- Pidomania - Mania excessiva de pedir objetos diversos
- Piromania - Mania de ficar brincando ou ascendendo o fogo.
- Pirosplomania - obcesão por fogos de artifício ou explosões luminosas.
- Planomania - Impulso de vagar livremente.
- Plutomania - Ânsia excessiva ou mórbida pela riqueza
- Politicomania - Paixão ou mania por política
- Poriomania - Tendência impulsiva de se afastar de casa.
- Pornografomania - Tendência patológica a escrever obscenidades.
- Pornomania - obsessão com pornografia
- Potomania - Vontade anormal de beber, embora, na realidade, não exista sede.

## Q
- Queromania - Alegria exagerada e doentia
- Querulomania - Quadro mórbido de queixas constantes de supostas injustiças[11]
- Quilofagia - Mania ou vício de morder, de forma constante, os lábios.
- Quiromania - Impulsão mórbida à masturbação

## R
- Rinotilexomania - Mania de colocar o dedo no nariz a fim de retirar muco.
- Rincomania - obsessão com patinagem

## S
- Sacaromania - Hábito de comer açúcares, doces...
- Sebastomania - insanidade religiosa
- Sialomania - Hábito patológico de cuspir frequentemente, na ausência de sialorréia.
- Sifilomania - Mania de que qualquer lesão ou qualquer alteração patológica é devido a sífilis.
- Sofomania - Presunção de saber muito.
- Siglomania - Emprego excessivo de formas siglares.
- Suicidomania - Obsessão do suicídio.
- Sitiomania - Hábito mórbido de comer, constantemente ou em acessos, de certos alienados.
- Sexomania - Mania insaciável de fazer sexo

## T
- Tanatomania - Obsessão por morte, que, por exemplo, leva certos neuróticos a acompanhar, através de jornais, as notícias sobre falecimentos, a assistir a enterros e a ir passear nos cemitérios
- Tecnomania - mania de tecnologia
- Teomania - mania de ser poderoso como Deus ou até mais do que o próprio Deus
- Tecimania - mania de alisar, esfregar com as mãos ou o rosto tecidos de texturas distintas e/ou especificas.
- Tomomania - Mania de ser operado
- Toxicomania - Obsessão por drogas ou venenos
- Tricotilomania - Tendência mórbida de arrancar os pelos das partes do corpo
- Tristimania - Monomania com tristeza. Tristeza habitual, sem fundamento razoável.

## U
- Uranomania - obsessão com a ideia da divindade
- Uteromania - O mesmo que Ninfomania

## V
- Vaginomania - Adoração excessiva pela genitália feminina
- Verbomania - Compulsão por falar

## Z
- Zoomania - Mania em ter animais ou interesse excessivo pelos mesmos.